# Ебби-Сума
Ебби-Сума (фр. Yebbi-Souma) — деревня в Чаде, расположенная на территории региона Тибести. Входит в состав департамента Восточное Тибести. Население составляют представители субэтнической группы теда народа тубу.

## География
Деревня находится в северо-западной части Чада, в центральной части плоскогорья Тибести, на высоте 1112 метров над уровнем моря.
Ебби-Сума расположен на расстоянии приблизительно 1038 километров к северо-северо-востоку (NNE) от столицы страны Нджамены. Ближайшие населённые пункты: Ебби-Бу, Камай, Нема-Немасо, Эдимпи.

## Климат
Климат Ебби-Сумы характеризуется как аридный жаркий (BWh в классификации климатов Кёппена). Уровень атмосферных осадков, выпадающих в течение года крайне низок (среднегодовое количество — 16 мм). Средняя годовая температура воздуха составляет 21 °C. Средняя температура самого холодного месяца (января) составляет 11,2 °С, самого жаркого месяца (июня) — 28,1 °С..

## Транспорт
Ближайший аэропорт расположен в городе Бардаи.